# Har det hele
"Har det hele" er en sang af den danske dj Rune RK, sangerinden Karen og rapperen Jooks.
| Musik | Spire Denne musikartikel er en spire som bør udbygges. Du er velkommen til at hjælpe Wikipedia ved at udvide den. |